# Önkormányzati bérlakás

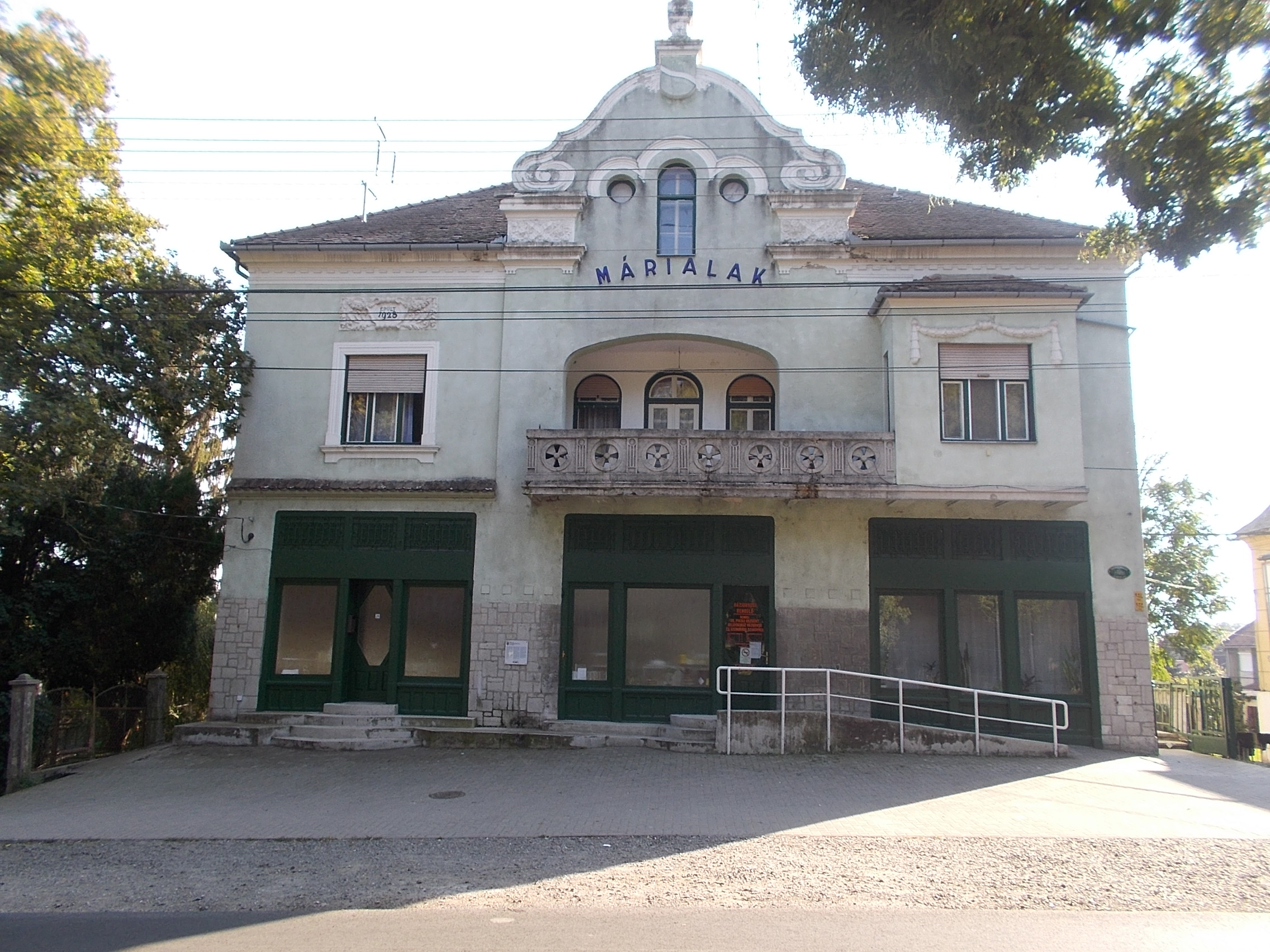
Mária-lak, Dombóvár. Önkormányzati tulajdonú műemlék épület. A földszinten orvosi rendelő, a felsőbb szinteken bérlakások találhatóak

Az Önkormányzati bérlakás olyan, a helyi önkormányzatok tulajdonában lévő lakóingatlan, melyet az önkormányzat bizonyos, általában szociális alapon hozott szempontrendszer szerint kiválasztott személy, vagy személyek számára lakhatási céllal albérletbe kiad.

## Magyarországon
A Magyar Népköztársaság idején (1948-1989) Magyarországon rengeteg lakást államosítottak, illetve építtetett az állam, amiket kisebb részben már újonnan (lásd öröklakás), nagyobb részben pedig a rendszerváltás után megvásárolhattak a benne lakók. A lakások egy részét valamilyen okból (pl. mert műemlék épületben van) sohasem kínálták fel értékesítésre, vagy az ott lakók nem kívánták megvásárolni. Ők határozatlan idejű bérleti szerződést (köznapi nevén „örökbérleti jogot”) kaptak helyette.
Az úgynevezett „Lakástörvény” (a Polgári Törvénykönyv 2013. évi V. törvénye és az 1993. évi LXXVIII. törvénye) rendelkezései alapján minden önkormányzat az adott kereteken belül saját szabályzatot alakíthatott ki, hogy milyen szempontok szerint választja ki a megüresedett lakások bérlőit.
Mivel ezek a lakások roppant változatosak lehetnek jellegük, méretük és állapotuk alapján, így szinte lakásonként változik, hogy kiket céloznak meg. A bérbeadásra kijelölt ingatlanokat mindig nyilvánosan hirdetik meg, azokra pályázati úton lehet jelentkezni és a nyertes személyéről az adott önkormányzat Szociális és Egészségügyi Bizottsága dönt.
Jellemzően a kiválasztott bérlő szociális helyzetéhez, vagy más szemponthoz igazítják a bérleti díj mértékét, ami szinte minden esetben a piaci ár alatt van, de nem feltétlenül.
Az önkormányzati bérleti jog nem adható el közvetlenül, de elcserélhető, örökölhető, illetve bizonyos feltételek teljesülése esetén átvehető. Önkormányzati lakás bérleti joga kizárólag másik lakás bérleti- vagy tulajdonjogára cserélhető.
Az önkormányzati tulajdonú lakások száma a rendszerváltás óta folyamatosan csökken. 2021-ben a KSH adatai szerint 114 711 ilyen lakás volt az országban. Ezeknek nagyjából 1,3%-a úgynevezett „szükséglakás”, 41%-a egyszobás („garzon”), 45,6%-a két szobás, 10,4%-a három szobás, a fennmaradó 1,7%-a pedig négy, vagy több szobás volt.